# Rudolf Kristofics-Binder
Rudolf Kristofics-Binder (* 24. Jänner 1896 in Čakovec, Königreich Kroatien und Slawonien; † 22. Oktober 1969 in Wien) war ein österreichischer Politiker (ÖVP) und Kaufmann. Er war von 1945 bis 1949 Abgeordneter zum Nationalrat.

## Leben
Kristofics-Binder besuchte nach der Volks- und Bürgerschule eine Handelsakademie und studierte danach an der Hochschule für Welthandel in Wien, wobei er sein Studium mit dem akademischen Grad Dipl.-Kfm. abschloss. Er arbeitete zunächst als Adjunkt auf dem Besitz des Grafen Festetits und war in der Folge als Disponent und Filialleiter der Firma Atlantis in Zagreb beschäftigt. Des Weiteren war er als Bankbeamter tätig und übernahm später die Firma Vinzenz Buid seines verstorbenen Schwiegervaters. Zuletzt war er auch Vorstandsmitglied und geschäftsführender Direktor der Wollwarenverkaufs-A.G. Wien-Günselsdorf. Ihm wurde der Berufstitel Kommerzialrat verliehen. 
Kristofics-Binder engagierte sich in kaufmännischen Organisationen wie der Wiener Kaufmannschaft und fungierte als Präsident der Kammer für Handel, Gewerbe und Industrie. 1938 wurde er aus politischen Gründen in „Schutzhaft“ genommen. Die ÖVP vertrat er zwischen dem 19. Dezember 1945 und dem 8. November 1949 im Nationalrat.

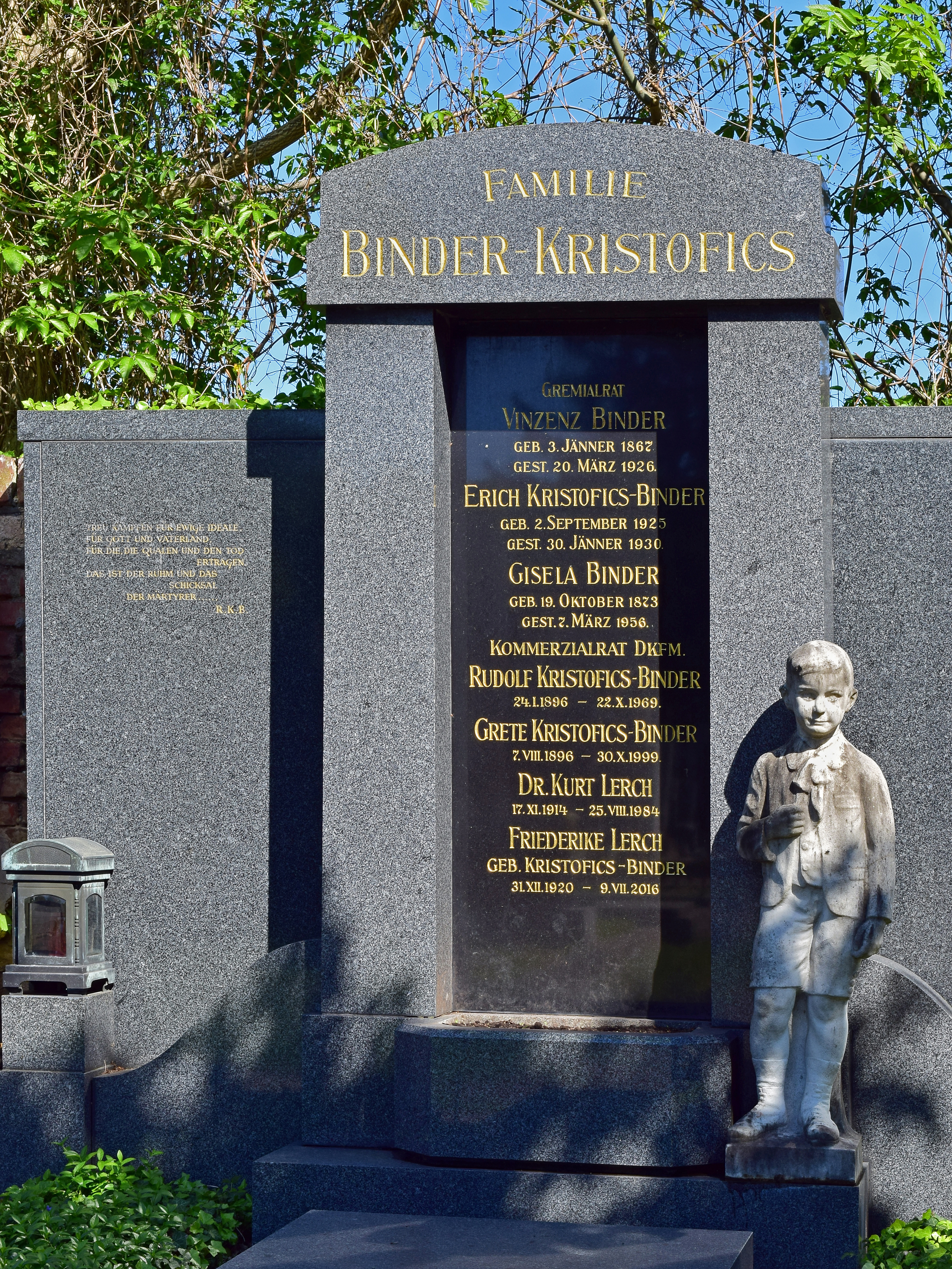
Grab von Rudolf Kristofics-Binder am Wiener Zentralfriedhof

Begraben ist Kristofics-Binder in einem Ehrengrab am evangelischen Friedhof Simmering am Wiener Zentralfriedhof.

## Auszeichnungen
- Großes Ehrenzeichen für Verdienste um die Republik Österreich[2]